# Сулейманов, Руслан Мухаметханафович
Руслан Мухаметханафович Сулейманов (род. 28 декабря 1966, Уфа) — советский и российский хоккеист, нападающий. Тренер.

## Биография
Воспитанник СК имени Салавата Юлаева (Уфа), провёл за команду 14 сезонов (1982/83 — 1986/87, 1988/89 — 1996/97). Также выступал за клубы «Авангард» Уфа (1982/83 — 1984/85, 1988/89), СКА Свердловск (1987/88), «Новойл» Уфа (1992/93), «Рубин» Тюмень (1997/98), «Сталь» (Аша, 1999/2000 — 2004/05).
Победитель хоккейного турнира зимней Универсиады 1989 года.
Трёхкратный бронзовый призёр чемпионата России.
Тренер в школе «Салавата Юлаева» (2005—2011, с 2023). Тренер сборной России U18 на Кубке вызова (2011/12). Главный тренер команды ВХЛ «Торос» Нефтекамск (29 ноября 2011 — 22 января 2015). Главный тренер команды МХЛ «Толпар» Уфа (2015/16, до 6 октября). Главный тренер команды «Южный Урал» Орск (ВХЛ, 2016/17, до 5 ноября). В сезоне 2017/18 — тренер и с 26 января — главный тренер «Тороса». Главный тренер коман чемпионата Казахстана «Сарыарка» Караганда (2020/21, до 27 сентября) и «Торпедо» Усть-Каменогорск (27 мая — 7 октября 2021). Тренер в сборной Киргизии на чемпионате мира 2022 в 4 дивизионе.
- Чемпион России среди юношей 1994 года рождения (2011) и 2006 г. р. (2024).
- Двукратный обладатель Братины (2011/2012, 2012/2013)
- Победитель регулярного первенства ВХЛ (2013/2014)[2].